# Caloptilia cuculipennella

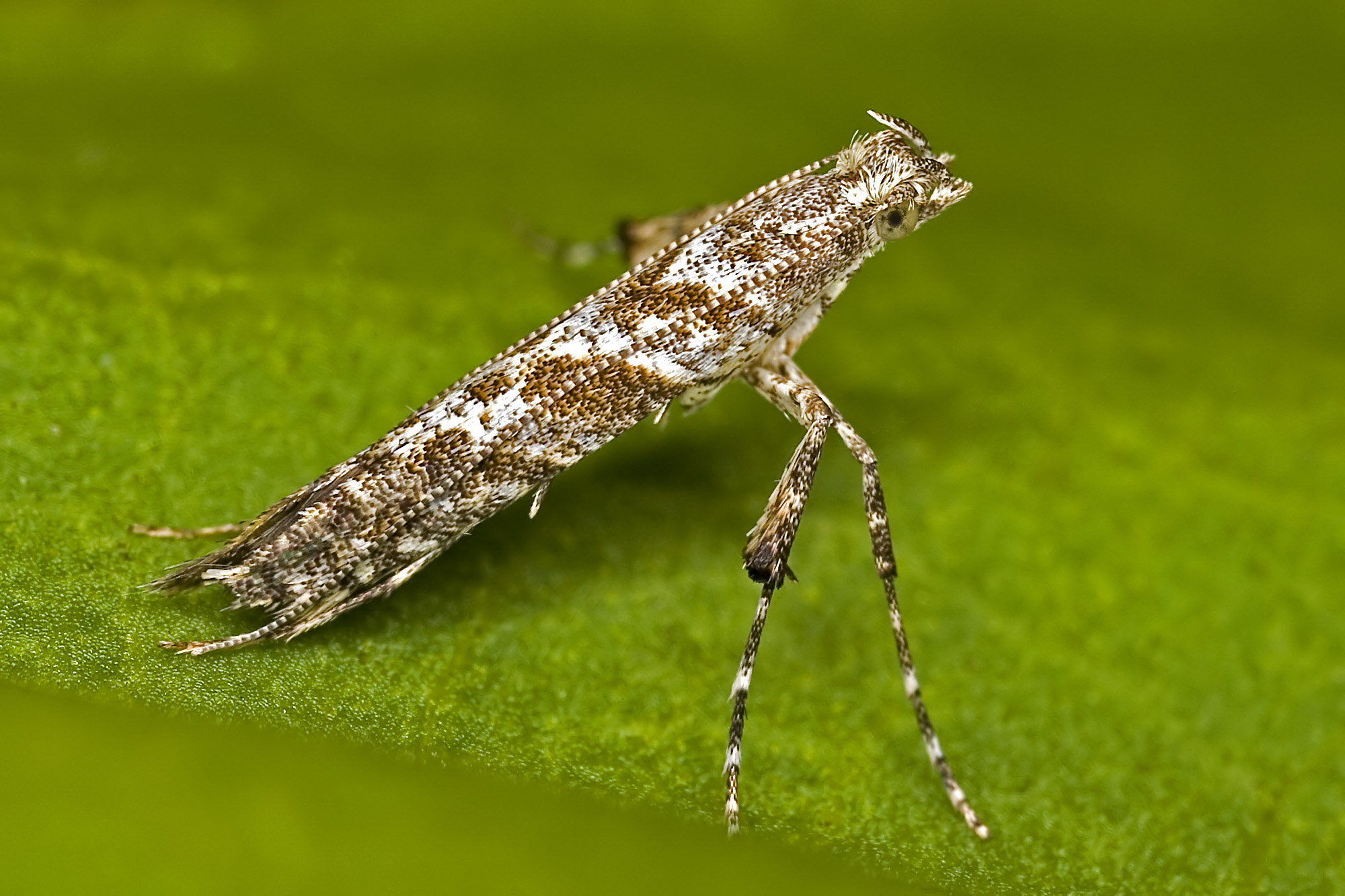

Caloptilia cuculipennella ist ein Kleinschmetterling aus der Familie der Miniermotten (Gracillariidae).

## Merkmale
Die Falter besitzen längliche Flügel. Die Flügelspannweite beträgt etwa 12 mm. Die cremefarbenen Vorderflügel weisen ein charakteristisches Muster aus hell- und dunkelbraunen Flecken auf. Die Hinterflügel sind bräunlich gefärbt ohne eine besondere Musterung. Die Femora und Tibien der vorderen und mittleren Beine sind auffällig behaart. In Ruhestellung stehen die Falter aufrecht auf ihren Vorder- und Mittelbeinen, während die hinteren Beine am Hinterleib anliegen. Die Raupen sind weißlich, gelblich oder hellgrün gefärbt und besitzen eine dunkelgelbe bis bräunliche Kopfkapsel.

## Verbreitung
Caloptilia cuculipennella ist in Europa weit verbreitet, gilt jedoch als selten. Ihr Vorkommen erstreckt sich im Norden bis nach Fennoskandinavien, das Baltikum und die Britischen Inseln, im Süden bis in den Mittelmeerraum einschließlich der Iberischen Halbinsel sowie im Osten bis in den Nahen Osten.

## Lebensweise
Die Art bildet ein bis zwei Generationen pro Jahr aus. Die Wintergeneration fliegt ab August, überwintert, und ist im darauffolgenden Frühjahr noch bis in den Mai zu beobachten. Die Art nutzt als Wirtspflanzen verschiedene Vertreter der Ölbaumgewächse (Oleaceae). Zu diesen zählen Eschen (Fraxinus), insbesondere die Gemeine Esche (Fraxinus excelsior), Liguster (Ligustrum), hierbei insbesondere der Gewöhnliche Liguster (Ligustrum vulgare), außerdem Steinlinden (Phillyrea), Jasminum und der Gemeine Flieder (Syringa vulgaris). Die Raupen minieren an der Blattoberseite. Später verlässt die Raupe die Mine und spinnt sich eine Blatttüte. Diese ist annähernd kegelförmig, wobei die beiden Öffnungen durch Umklappen des Blattes noch zugesponnen werden. In der Blatttüte entwickelt sich die Raupe bis zur Verpuppung weiter. Dabei frisst sie von innen her am Blatt. Schließlich spinnt sich die Raupe einen etwa 9 mm langen weißen Kokon, der ähnlich einer Hängematte an beiden Enden am Blatt fixiert wird. An dem einen Ende ist hierzu ein Spinnfaden notwendig.

## Bilder

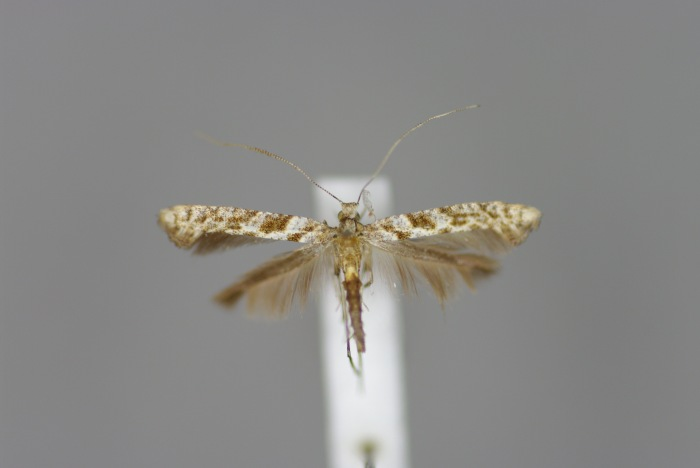
Präparat mit gespannten Flügeln
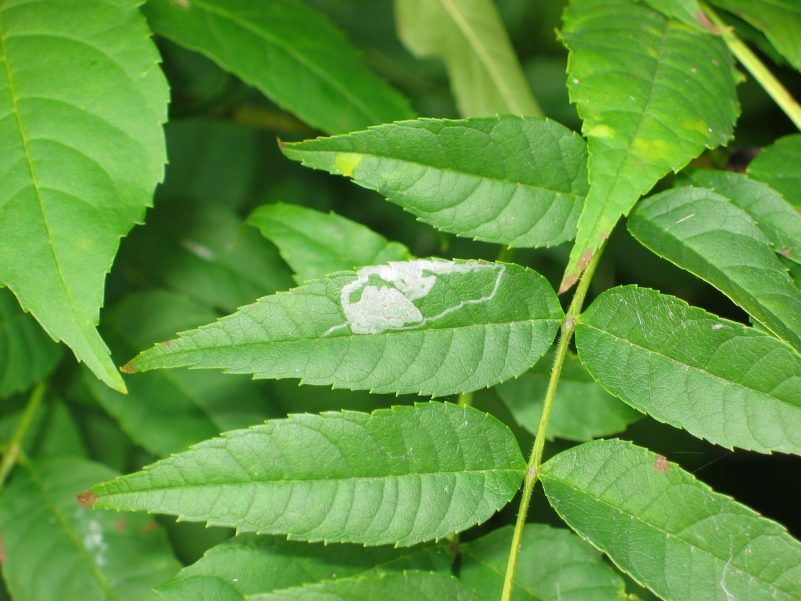
Blattmine
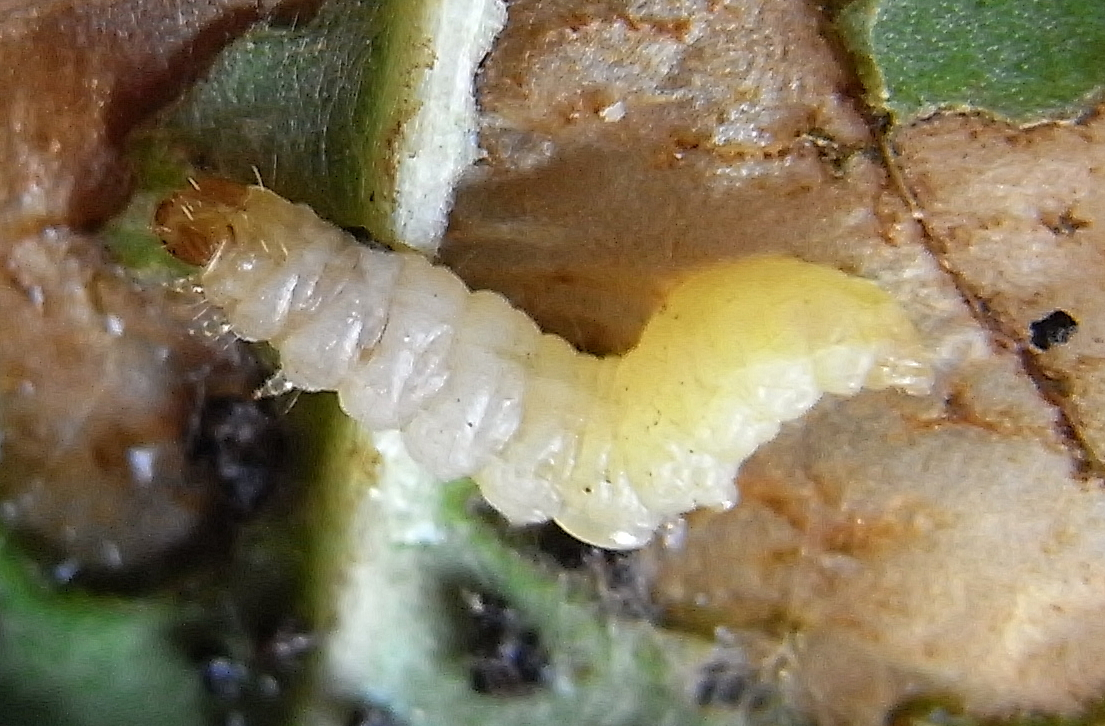
Raupe in geöffneter Blatttüte
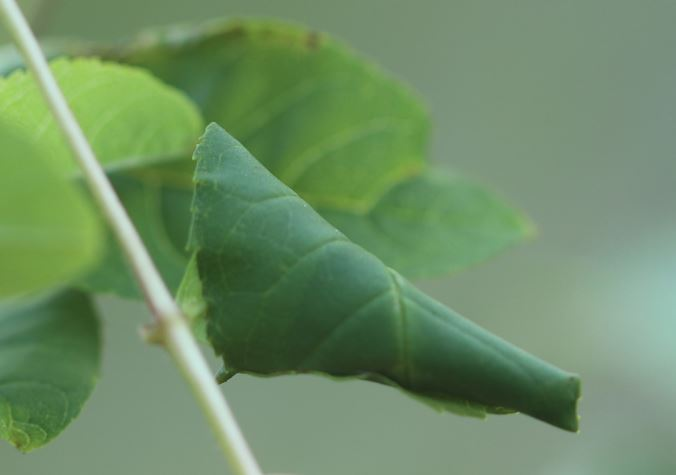
Blatttüte an einer Gemeinen Esche
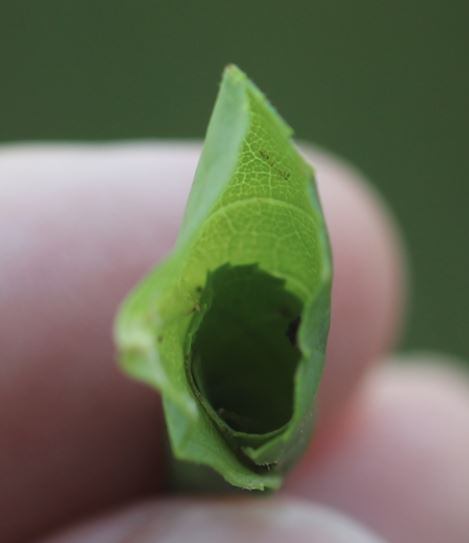
Blatttüte geöffnet
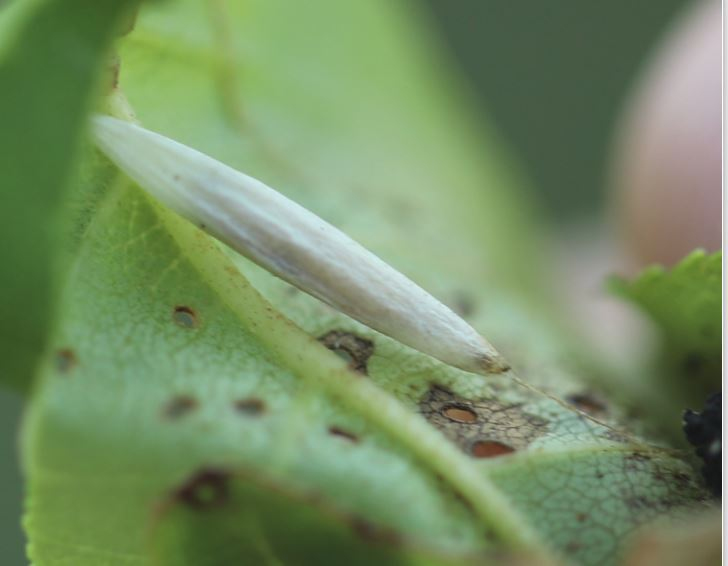
Kokon in der Blatttüte
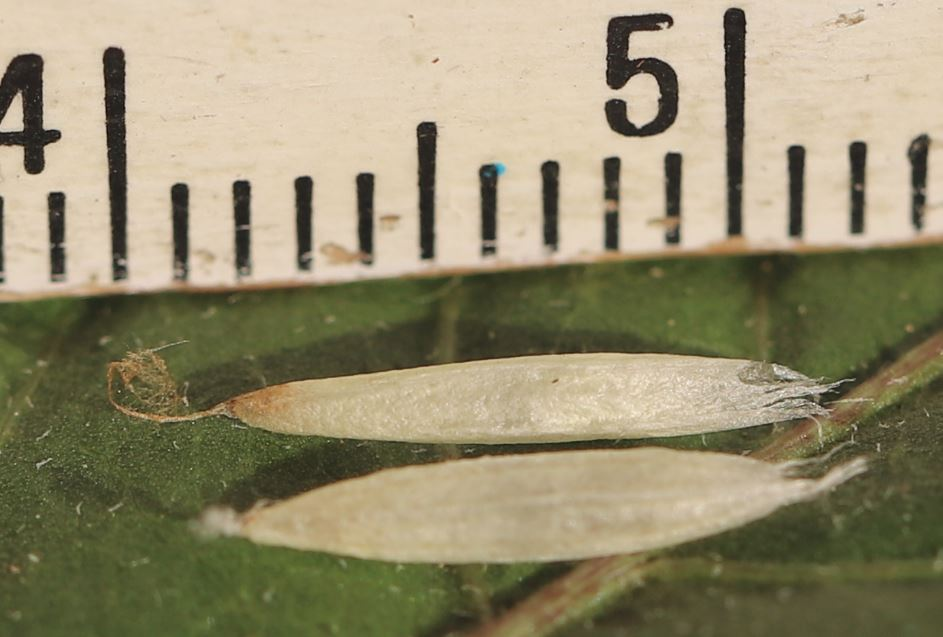
Zwei Kokons nach dem Verlassen der Falter